# Pimelea aquilonia
Pimelea aquilonia är en tibastväxtart som beskrevs av B.L. Rye. Pimelea aquilonia ingår i släktet Pimelea och familjen tibastväxter. Inga underarter finns listade i Catalogue of Life.